# Gustav Meier
Gustav Meier   (Wettingen, 13 d'agost de 1929 - Ann Arbor, 26 de maig de 2016) va ser un director d'origen suís i director del Programa de Direcció d'Orquestra de l'Institut Peabody de la Universitat Johns Hopkins. També va ser director musical de la "Greater Bridgeport Symphony Orchestra" de Connecticut, durant més de 40 anys (1972-2013).
Gustav Meier va guanyar el reconeixement internacional tant com a director excepcional com a professor realment dotat. Després de graduar-se al Conservatori de Zuric, Meier va continuar els seus estudis a l'Acadèmia Chigiana de Siena. Va començar la seva carrera a l'Òpera de Lucerna, seguida de diverses temporades a l'Òpera de Cambra de Viena i l'Òpera de Zuric. Als Estats Units es va reconèixer ràpidament el seu talent operístic, ja que aviat dirigia a les òperes de Nova York, Santa Fe, Miami, Minnesota, San Francisco i altres.
Va dirigir orquestres de tot el món, incloses les Zurich Tonhalle, São Paulo, China National, Pittsburgh, Colorado i Alabama Symphony Orchestras; Nova York, Santa Fe, Miami, San Francisco, Zuric i les companyies d'òpera de Minnesota; i les orquestres de l'òpera estatal de Budapest i Viena. La seva innovadora direcció artística va valer la crítica de Meier en aquest país i a l'estranger. Entre les produccions que van rebre cobertura nacional es van incloure Rake's Progress, d'Stravinski, en què va col·laborar amb el director de cinema Robert Altman (MASH, Nashville, The Players), Songs of Innocence and Experience de William Bolcom, que va dirigir a Ann Arbor (estrena nord-americana) i al Grant Park de Chicago i André Previn "All Good Boys Deserve Favour", una obra de Tom Stoppard ambientada per a actors i orquestra simfònica.
Meier va rebre el seu diploma musical al Conservatori Zuric (Suïssa). Va servir a les facultats de la Universitat Yale (1960–1973) on es va convertir en el professor a jornada completa més jove de la història de l'escola, "Eastman School of Music" (1973–1976), i la Universitat de Michigan a Ann Arbor (1976-1995). També ha treballat a la facultat del Tanglewood Music Center del 1980 al 1996, on va passar els estius supervisant el prestigiós seminari de direcció de Tanglewood. El programa va seleccionar la "crema absoluta" dels estudiants internacionals segons André Previn, un convidat freqüent a les classes de Meier, juntament amb Leonard Bernstein. La connexió original de Meier amb Tanglewood data del 1957 i del 1958, quan ell mateix va ser escollit com a director d'orquestra i va guanyar els millors premis. Va formar part d'una de les classes de direcció més destacades de la història del Tanglewood Music Center, que incloïa Claudio Abbado, Zubin Mehta i David Zinman. Regularment impartia classes magistrals a tota Amèrica del Nord, Europa i Àsia.
Els compromisos de direcció habituals de Meier eren diversos hi abastaven dècades. Del 1978 al 2006, Gustav Meier va ser director musical i director de la "Greater Lansing Symphony Orchestra" de Lansing, MI. En retirar-se d'aquest càrrec després de 28 temporades, se li va atorgar l'honor de director musical emèrit. La temporada 2012-2013, la seva 41a temporada com a director musical de la "Greater Bridgeport Symphony" de Bridgeport, Connecticut, va ser la seva última temporada allà. Va ser director del Programa de Direcció de Postgrau al Conservatori Peabody de Baltimore, Maryland.
La realització de tallers el va portar a tots els racons del món com Vancouver, Canadà, Cabrillo, Califòrnia, Nova York, Pequín, Praga i Sofia, Bulgària.
Els seus estudiants han aparegut a totes les principals companyies d'òpera i orquestra dels Estats Units i de l'estranger, algunes de les quals actualment serveixen com a directors musicals d'il·lustres institucions musicals. Inclouen el desaparegut Yakov Kreizberg (guanyador del primer premi del concurs Stokowski, director musical l'"Orchestre Philharmonique" de Monte-Carlo, filharmònica dels Països Baixos i director principal de l'Orquestra Simfònica de Bournemouth); John Mauceri (director musical de l'Orquestra Simfònica Americana, l'Òpera de Washington, l'Òpera Escocesa, l'Òpera de Pittsburgh, el "Teatro Reggio" de Torí i l'Orquestra de Hollywood Bowl) Marin Alsop (directora musical de "Baltimore Symphony and Cabrillo Festival"), la primera dona designada com a directora musical Orquestra nord-americana; Alexander Frey (director musical de l'Orquestra Filharmònica de Roma, "Berliner Ensemble, Bohemia Symphony Orchestra, Stern Chamber Orchestra"); Carl St. Clair (director musical de "Komische Oper Berlin" i "Pacific Symphony Orchestra"); Antonio Pappano (director musical Royal Opera Covent Garden i l'"Orchestra Nazionale di Santa Cecilia"); Rico Saccani (guanyador del primer premi Karajan i director musical de l'Orquestra Filharmònica de Budapest); Jun Märkl (director musical del Teatre Nacional de Mannheim i de l'Orquestra Simfònica Nacional de Lió); Bundit Ungransee (guanyador del coprimer premi Lorin Maazel Concurs de direcció i director convidat principal de l'Orquestra Filharmònica de Seül); Mark Gibson (Director d'Orquestra i de l'Òpera del Conservatori de Cincinnati); Benjamin Loeb (Director del Taller i Festival Internacional); i, per descomptat, Bobby McFerrin (diversos conjunts, inclosa l'Orquestra Filharmònica de Viena). Altres estudiants han guanyat els primers premis en prestigiosos concursos de direcció: els concursos Karajan de Berlín, Stokowski i Lorin Maazel a la ciutat de Nova York, el primer concurs internacional de direcció Eduardo Mata a Ciutat de Mèxic, el concurs internacional Mario Gusella a Pecara (Itàlia) i el Sergei Concurs de direcció de Prokofiev a Sant Petersburg, Rússia.
Meier va passar els seus últims anys vivint a Ann Arbor, Michigan.

## Premis i distincions
- 1982: Distinguished Faculty Achievement Award, Universitat de Michigan a Ann Arbor[8]
- 1988: premi Luise Vosgerchian a la docència, Universitat Harvard
- 1995: premi Ditson Conductor de la Columbia University
- 1999: Premi Max Rudolf, Conductors Guild of America
- 1999: Doctor en Dret, Llicenciat en Honoris Causa per la Universitat de Fairfield
- 2003: Doctor en Música, Llicenciat en Honoris Causa pel Kalamazoo College
- 2005: Doctor en Belles Arts, Llicenciat en Honoris Causa per la Michigan State University

## Obres publicades
- The Score, the Orchestra and the Conductor (Oxford University Press, 2009)[9]